# Мей-Пен
Мей-Пен (англ. May Pen, ям. креол Mie Pen) — місто Ямайки, адміністративний центр і найбільше місто в регіоні Кларендон. Населення близько 60 000 осіб.
Родина музиканта Фредеріка «Тутсі» Гіберта, соліста групи «Toots and the Maytals».